# Joëlle Fossier
Pour les articles homonymes, voir Fossier.
Joëlle Fossier, née le 12 octobre 1950 est une comédienne et dramaturge française, pratiquant notamment le doublage.

## Théâtre

### Auteure
1980/82 : Chu, chus des anges
- 1990 : La Maison jaune
- 1992 : Compartiment fumeuses
- 1998 : Les Petits Chaperons rouges
- 2002 : L'Ivresse de la poule
- 2002 : Un éléphant à la patte cassée
- 2004 : Clémence
- 2004 : La Lettre de l'adieu signé Marie[1]
- 2005 :  Une  petite merveille
- 2006/2007/2008/2009 : Les Zola
- 2014 : Comtesse de Ségur, née Rostopchine
- 2014 : Sugar, une histoire d'amour très gay[2]
- 2016/2017 : Mère Teresa, Ombre et Lumière
- 2018/2019 : Inoubliable Sarah Bernhardt
- 2021/2022 : Olympe de Gouges, plus vivante que jamais
- 2023 : Marie Marvingt corps et âme

### Mise en scène
- 1980/82 : Chu, chus des anges, Théâtre Marie Stuart[3]
- 1992 : Compartiment fumeuses, Théâtre la Mare au Diable Paris
- 2005 : Une petite merveille, Théâtre de l’Aire-Falguière.
- 2004 : Clémence
- 2006 : Les Zola, Théâtre du Bourg-Neuf
- 2023 : Marie Marvingt corps et âme  au Festival d'Avignon

## Filmographie
- 1973 : La Ligne de démarcation - épisode 7 : Ernest (série télévisée) : Marie
- 1974 : Madame Bovary, de Pierre Cardinal (téléfilm) : La fille de Lheureux
- 1974 : Le Soldat Laforêt de Guy Cavagnac : Une jeune fille
- 1975 : La Mort d'un guide (téléfilm) de Jacques Ertaud : Catherine Servoz
- 1977 : Ne le dites pas avec des roses (TV) : Cécile
- 1978 : Ne pleure pas de Jacques Ertaud
- 1978 : Messieurs les jurés (TV) de Jean-Marie Coldefy : Jocelyne Trilla
- 1978 : Histoire du chevalier Des Grieux et de Manon Lescaut (mini-série) : Une servante
- 1979 : Les grandes conjurations: Le coup d'état du 2 décembre (téléfilm) de Jean Delannoy : Alexandrine
- 1980 : Les Procès témoins de leur temps (TV) d'Alain Boudet : Amélie Pfister
- 1981 : Frère Martin (téléfilm) de Jean Delannoy : Marguerite
- 1989 : La Passion de Bernadette de Jean Delannoy
- 1991 : Madame Bertrand de Jean Lavière

## Doublage (liste sélective)

### Cinéma
- 1940[n 1] : L'Oiseau bleu : Clarté (Helen Ericson)
- 1978 : Les Moissons du ciel : l'amie de Linda (Jackie Shultis)
- 1978 : L'Inévitable Catastrophe : la secrétaire (Mara Cook)
- 1979 : Le Dernier Secret du Poseidon : Theresa Mazzetti (Angela Cartwright)
- 1980 : Un drôle de flic : Evelyn (Julie Gordon)
- 1980 : Au-delà du réel : Sylvia Rosenberg (Dori Brenner)
- 1980 : Sursis pour l'orchestre : Esther (Marta Heflin)
- 1981 : Excalibur : la reine Guenièvre (Cherie Lunghi)
- 1981 : Mad Max 2 : Le Défi : la jeune femme blonde de la communauté (Arkie Whiteley)
- 1982 : Diner : Barbara (Kathryn Dowling)
- 1983 : Dead Zone : Sarah Bracknell (Brooke Adams)
- 1983 : Les Dents de la mer 3 : Dr Kathryn « Kay » Morgan (Bess Armstrong)
- 1983 : Les Dents de la mer 3 - En relief (Jaws 3-D) : Kathryn Morgan (Bess Armstrong)
- 1984 : L'Épée du vaillant : Linet (Cyrielle Clair)
- 1985 : Dangereusement vôtre : Stacey Sutton (Tanya Roberts)
- 1987 : Prof d'enfer pour un été : Mrs. Altobello (Judy Heinz)
- 1990 : Tueur engagé : Deborah Stiles (Linda Cox)

#### Films d'animation
- 1980[n 2] : Nucléa 3000[4] : Coco et la reine des mutants
- 1981[n 3] : L'Or des Lutins[5] : Faye
- 1982[n 3] : Pac-Man Special Noël[6] : Mlle Sue
- 1982[n 4] : Un conte de Noël : Belle
- 1983[n 5] : Les Grandes Espérances : Estella
- 1986 : Les Trois Mousquetaires[7] : Anne d'Autriche
- 2001 : Plume, le petit ours polaire : la mère de Plume
- 2014 : Souvenirs de Marnie : Mlle Kadoya

### Télévision

#### Téléfilms
- 1981 : À l'est d'Éden : Abra (Karen Allen)
- 1984 : Calendrier sanglant : Cassie Bascomb (Sharon Stone)
- 1986 : L'Affaire Protheroe : Mary Wright (Rachel Weaver)
- 2003 : Panique sous les Tropiques : Linda Flemming (Melody Thomas Scott)
- 2012 : J'ai épousé une star : Ethel Swift (Erin Gray)

#### Séries télévisées
- Melody Thomas Scott dans : 
  - Les Feux de l'amour (depuis 1990) : Nikki Newman (2e voix)
  - Diagnostic : Meurtre (1995) : elle-même (saison 2, épisode 21)
  - Earl (2007) : la mère de Pill Popping (saison 2, épisode 17)
  - Castle (2011) : Tonya Wellington (saison 3, épisode 11)
  - Amour, Gloire et Beauté (2022) :  Nikki Newman (1 épisode)
- Deborah Shelton dans : 
  - Dallas (1984-1987) : Mandy Winger
  - Nip/Tuck (2008) : Marla Middleton (saison 5, épisode 12)

- 1964-1966[n 6] : Les Monstres : Marilyn Monstre (Beverly Owen puis Pat Priest)
- 1977-1981 : Huit, ça suffit ! : Joanie Bradford (Laurie Walters)
- 1979-1993 : Côte Ouest : Karen Cooper Fairgate Mackenzie (Michele Lee)
- 1981-1986 : Dynastie : Claudia Blaisdel (Pamela Bellwood)
- 1984-1985 : Santa Barbara : Veronica Gayley (Andrea Howard)
- 1984-1992 : Cosby Show : Sondra Huxtable-Tibideaux (Sabrina Le Beauf)
- 1985-1986 : Lady Blue : Della (Tery Ferman) (4 épisodes)
- 1989 : Code Quantum : Irene Basch (Terri Hanauer) (saison 2, épisode 2)
- 1990 : Hercule Poirot : Frederica « Freddie » Rice (Alison Sterling) (saison 2, épisode 1)
- 1992-2000 : Beverly Hills 90210 : Felice Martin (Katherine Cannon)
- 1994-1996 : Masked Rider : Gork (Michael McConnohie) (voix)
- 1994-1998 : Melrose Place : Katherine Andrews (Gail Strickland)
- 1995-1999 : Dingue de toi :  Marianne Lugasso (Cyndi Lauper)
- 1995-1999 : Caroline in the City : Angie Spadaro (Candice Azzara)
- 1999-2000 : Zoé, Duncan, Jack et Jane : Ruth Milch (Amy Aquino) (saison 1, épisodes 1, 9 et 10)
- 2000-2006 : La Vie avant tout : Lana Hawkins (Jenifer Lewis) (131 épisodes)
- 2006-2007 : Les Flingueuses : Barbara Du Prez (Felicity Montagu)
- 2008 : Mentalist : Mercedes O'Keefe (Elpidia Carrillo) (épisode 2)

#### Séries d'animation
- 1969[n 5] : Judo Boy : Kathy (épisode 7)
- 1971[n 7] : Nathalie et ses amis[8] : Myriam Kordan et Lucie
- 1977-1978[n 8] : Grand Prix : Clara (2e doublage, épisode 1 à 6, 23 à 25 et 35 à 37)
- 1978[n 9] : Galaxy Express : Léonie, la mendiante (épisode 9 et 10), la femme de l'écrivain (épisode 28), Lisa, la fiancé de Takezan (épisode 29) et la mère (épisode 30)
- 1980[n 10] : Tom Sawyer : Mary
- 1980[n 10] : Rody le petit Cid : Chimène
- 1980-1981[n 2] : Les Contes de Grimm : divers personnages
- 1981[n 6] : Zorro : Lucia
- 1981[n 11] : Les aventures de Pollen[9] : la princesse Ariana
- 1982[n 5] : L'Empire des Cinq : Blanca, la démone de la luxure, Koto (épisode 14) et Maria (épisode 15)
- 1982-1983[n 3] : Pac-Man : Mlle Sue
- 1983 : Albator 84 : la déese doré (2e voix)
- 1983 : Les Maîtres de l'Univers : la princesse Réa (épisode 13)
- 1983 : Mister T. : voix additionnelles
- 1983[n 5] : Les Biskitts[10] : Sweets
- 1983-1984[n 12] : G.I. Joe : Héros sans frontières : Zarana (voix de remplacement)
- 1983-1986[n 11] : Muscleman : Chami, Mlle Libellule et Dédé Cubitus
- 1984[n 6] : Le Sourire du dragon : Diana (voix de remplacement, épisode 18 et 19)
- 1984[n 12] : Cathy la petite fermière : Mme Kansuella
- 1985 : Transformers : Chromia, Firestar, Astoria
- 1985-1986 : She-Ra, la princesse du pouvoir : Catra et d'autres personnages
- 1985-1988 : Jem et les Hologrammes : Pizza ainsi que d'autres voix secondaires
- 1986[n 9] : Les Chevaliers du Zodiaque : Saori Kido (voix de remplacement, épisode 5, 7 et 8)
- 1988 : COPS : Tina « Mainframe » et Suzy « Mirage »
- 1988 : Bobobobs : Péronnelle et Bluette
- 1988[n 13] : Robocop : voix additionnelles
- 1988-1991 : City Hunter : Akiko Asagami, Rosemary Moon / Bloody Mary,
- 1989-1991 : Sally la petite sorcière : la mère de Sally, la voisine et Elisa (voix de remplacement, épisode 17 et 18)
- 1990 : Nadia, le secret de l'eau bleue : Electra
- 1990-1991[n 7] : Widget : la reine des Bonbonia
- 1991-1992[n 14] : Très cher frère... : Frédérique Maxima St. Just et Marina
- 1992 : Conan l'Aventurier : la femme pétrifiée (épisode 20) et Tachela (épisode 43)
- 1993 : Corentin : Elizabeth, la mère de Corentin
- 1994[n 15] : Iron Man : Scarlet Witch (redoublage partiel, épisode 7) et Hypnotica (redoublage partiel, épisode 7 et 11 et redoublage integral, épisode 14)